# Salsabīl
Il Salsabīl (in arabo سلسبيل‎?) è, con il fiume paradisiaco Kawthar, il nome di una fonte (ʿayn) ma, secondo alcuni mufassirūn, il nome di un altro dei fiumi (anḥār) escatologici del paradiso islamico.
A esso accennano i versetti coranici 17-18 della Sūra LXXVI (Sūrat al-insān, "Sura dell'uomo"):
(Trad. di A. Bausani)
Salsabil è anche il nome di un antico distretto della città iraniana di Tehran.